# Département de Bababé

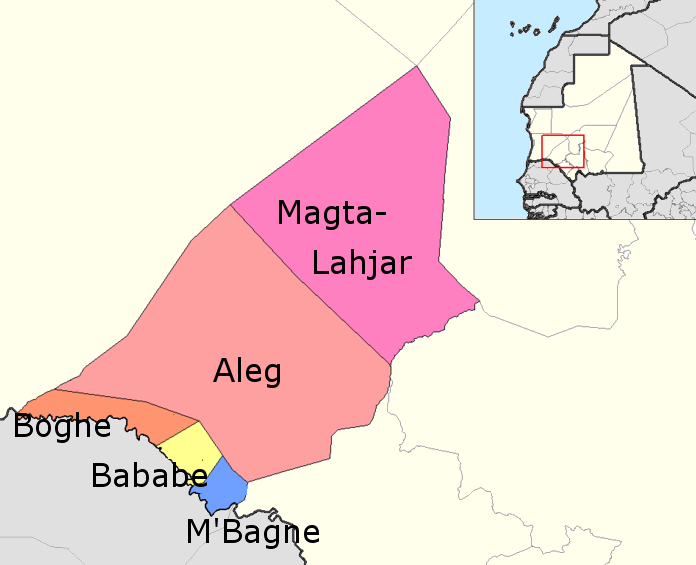
Les départements du Brakna : Bababé au sud-ouest

Le département de Bababé est l'un des cinq départements (appelés officiellement Moughataa) de la région de Brakna en Mauritanie.

## Liste des communes du département
Le département de Bababé est constitué de trois communes :
- Aéré M'Bar
- Bababé
- El Verae

En 2000, l'ensemble de la population du département de Bababé regroupe un total de 33 672 habitants (16 139 hommes et 17 533 femmes).